# Hylemeridia
Hylemeridia là một chi bướm đêm thuộc họ Geometridae.

## Các loài
- Hylemeridia eurymelanotes Prout, 1915
- Hylemeridia majuscula Prout, 1915
- Hylemeridia nigricosta Prout, 1915